# Calca (provincie)
Calca is een van de dertien provincies in de regio Cusco, gelegen in het zuidelijk gebergte van Peru. De provincie heeft een oppervlakte van 4414 km² en telt 74.195 inwoners (2015). De hoofdplaats van de provincie is het district Calca.

## Bestuurlijke indeling
De provincie Calca is verdeeld in acht districten, met elk een burgemeester. Hieronder staat een lijst met de districten, UBIGEO tussen haakjes.
- (080401) Calca, hoofdplaats van de provincie
- (080402) Coya
- (080403) Lamay
- (080404) Lares
- (080405) Pisac
- (080406) San Salvador
- (080407) Taray
- (080408) Yanatile